# 長陽村
長陽村（ちょうようむら）は、かつて熊本県の北部に存在した村。阿蘇郡に属した。2005年2月13日に久木野村・白水村と合併し、南阿蘇村となった。

## 地理
熊本県の北部に位置した。

## 歴史
- 1889年（明治22年）4月1日 - 町村制施行に伴い、阿蘇郡に下野村、長野村、河陽村が合併し長陽村がおかれる。
- 1956年（昭和31年）8月1日 - 菊池郡瀬田村（現・大津町）から立野地区を分村編入。
- 1958年（昭和33年）4月14日 - 昭和天皇、香淳皇后が村内に行幸啓。乙ヶ瀬でスギ苗の植樹を行う[1]。
- 2005年（平成17年）2月13日 - 久木野村・白水村と合併して南阿蘇村となり、廃止。

## 行政
- 村長：今村輝昭

## 地域

### 教育
村内に高等学校はない。
大学
- 東海大学 農学部

中学校
- 長陽村立長陽中学校（現・南阿蘇村立長陽中学校）

小学校
- 長陽村立長陽小学校（現・南阿蘇村立長陽小学校）
- 長陽村立長陽西部小学校（現・南阿蘇村立長陽西部小学校）
- 長陽村立立野小学校（現・南阿蘇村立立野小学校）

## 交通

### 鉄道
- 九州旅客鉄道（JR九州）
  - 豊肥本線：立野駅
- 南阿蘇鉄道
  - 高森線：立野駅 - 長陽駅 - 加勢駅 - 阿蘇下田城ふれあい温泉駅（現・阿蘇下田城駅）

### 道路
- 国道57号
- 国道325号

## 観光地
- 地獄温泉
- 垂玉温泉
- 阿蘇猿まわし劇場
- 阿蘇ファームランド